# Donje Goračiće
Donje Goračiće (en serbe cyrillique : Доње Горачиће) est un village de Serbie situé dans la municipalité de Sjenica, district de Zlatibor. Au recensement de 2011, il comptait 39 habitants.

## Démographie
| 1948 | 1953 | 1961 | 1971 | 1981 | 1991 | 2002 | 2011 |
| ---- | ---- | ---- | ---- | ---- | ---- | ---- | ---- |
| 166  | 181  | 183  | 148  | 111  | 75   | 57   | 39   |

|  |